# Primera División C 2016
El campeonato de la Primera División C 2016 del fútbol paraguayo, llevó la denominación "80 Aniversario del Club Sportivo Valois Rivarola", fue la vigésima competencia oficial de la Primera División C como Cuarta División organizada por la Asociación Paraguaya de Fútbol. El club General Caballero SF, que terminó en la última posición en la temporada pasada fue desprogramado para esta temporada y se concretó el retorno del club 1° de Marzo, que fue desprogramado en la temporada pasada. Además para esta temporada fue admitido en la división el club 24 de Septiembre VP de Areguá, con lo que fueron 15 los equipos participantes. El campeonato inició el 7 de mayo y los actos inaugurales fueron en el estadio 1° de Marzo. Y finalizó el 4 de diciembre de 2016.
Se consagró campeón el club Pilcomayo al ganar el cuadrangular final en la última fecha, en la quinta fecha ya había logrado el ascenso. Los clubes que también lograron su ascenso a la Primera División B (Tercera División) fueron Cristóbal Colón JAS y 24 de Septiembre VP. 

## Sistema de competición
Como primera fase se jugará una liguilla de todos contra todos a una sola rueda. Clasificarán los ocho mejor clasificados, se otorgará 1 punto de bonificación al primero y al segundo y 0,50 al tercero y al cuarto, para esta segunda fase se formarán dos grupos de 4 equipos, que jugarán todos contra todos a dos ruedas, el primer grupo estará conformado por los ubicados 1°, 3°, 6° y 8°; mientras el segundo grupo estará conformado por los ubicados 2°, 4°, 5° y 7°. De esta segunda fase clasificarán el primero y segundo de cada grupo, que jugarán un cuadrangular final, todos contra todos a dos ruedas. El de mayor puntaje se consagrará campeón y ascenderá, además ascenderán el subcampeón y el tercero, ya que para esta temporada son tres los cupos de ascenso. Este sistema se implementará desde esta temporada.
La cantidad de equipos es de 15 para esta temporada, el club 1° de Marzo vuelve tras su desprogramación por terminar último en la temporada 2014, y la novedad es la inclusión a la división del club 24 de Septiembre VP de Areguá. A principios de marzo se elevaron algunas voces de protesta por la inclusión de este último club a la División, pese a que su afiliación a la A.P.F. es un hecho consumado.

## Producto de la clasificación
- El torneo coronará el 20º campeón en la historia de la Primera División C.

- Tanto el campeón, el subcampeón y el tercero del torneo obtendrán directamente su ascenso a la Primera División B.

- El equipo que obtenga el menor puntaje en la tabla de promedios será desprogramado de la temporada siguiente y solo podrá volver para el campeonato del 2018. Inicialmente se había determinado que en esta temporada ya no habría más desprogramación,[11] posteriormente que continuaría la desprogramación, pero finalmente este castigo al último se dejó sin efecto este año.

## Ascensos y descensos
| Ascendidos a Primera B                         |
| ---------------------------------------------- |
| Recoleta (Campeón de la Primera División C)    |
| Ameliano (Subcampeón de la Primera División C) |

| Desprogramado por una temporada                            |
| ---------------------------------------------------------- |
| General Caballero SF(Peor promedio de la temporada pasada) |

| Equipo admitido               |
| ----------------------------- |
| 24 de Septiembre VP de Areguá |

| Desprogramado que retorna                  |
| ------------------------------------------ |
| 1º de Marzo (Desprogramado temporada 2014) |

| Descendido de Primera B                              |
| ---------------------------------------------------- |
| General Caballero CG (Último en la temporada pasada) |

## Equipos participantes
| Equipo               | Fundación                | Ciudad                  | Estadio                 | Capacidad |
| -------------------- | ------------------------ | ----------------------- | ----------------------- | --------- |
| 1° de Marzo          | 1 de marzo de 1963       | Fernando de la Mora     | 1° de Marzo             | 2000      |
| 12 de Octubre SD     | 12 de octubre de 1922    | Asunción                | Rafael Giménez          | 2000      |
| 24 de Septiembre VP  | 24 de septiembre de 1914 | Areguá                  | Próculo Cortázar        | 2500      |
| Atlántida            | 23 de diciembre de 1906  | Asunción                | Flaviano Díaz           | 1000      |
| Sport Colonial       | 18 de enero de 1948      | Asunción                | Celestino Mongelós      | 600       |
| Cristóbal Colón JAS  | 12 de octubre de 1913    | Julián Augusto Saldívar | Herminio Ricardo        | 3000      |
| Humaitá              | 19 de febrero de 1932    | Mariano Roque Alonso    | Pioneros de Corumba Cué | 7000      |
| Juventud             | 28 de agosto de 1920     | Asunción                | Juventud                | 2000      |
| General Caballero CG | 10 de febrero de 1948    | Luque                   | 26 de Febrero           | 1000      |
| Pilcomayo            | 9 de junio de 1915       | Mariano Roque Alonso    | Agustín Baez            | 800       |
| Pinozá               | 11 de enero de 1921      | Asunción                | Alfredo Stroessner      | 80        |
| Presidente Hayes     | 8 de noviembre de 1907   | Asunción                | Coronel Félix Cabrera   | 5000      |
| Silvio Pettirossi    | 11 de marzo de 1926      | Asunción                | Bernabé Pedrozo         | 4000      |
| Tembetary            | 3 de agosto de 1912      | Asunción                |                         |           |
| Valois Rivarola      | 12 de julio de 1936      | Asunción                | Gregorio Sarubbi        | 500       |

### Distribución geográfica de los equipos
| Departamento         | # | Clubes |
| -------------------- | - | --- |
| Distrito Capital     | 9 | 12 de Octubre SD, Atlántida, Colonial, Juventud, Pinozá, Pte. Hayes, Silvio Pettirossi, Tembetary, Valois Rivarola                                                               |
| Departamento Central | 6 | Humaitá y Pilcomayo (Mariano Roque Alonso); Cristóbal Colón (J. Augusto Saldívar); General Caballero CG (Luque); 1° de Marzo (Fernando de la Mora); 24 de Septiembre VP (Areguá) |

## Primera fase
En esta fase se jugará una liguilla de todos contra todos a una sola rueda. Clasificarán los ocho mejor clasificados, se otorgará 1 punto de bonificación al primero y al segundo y 0,50 al tercero y al cuarto, para la segunda fase se formarán dos grupos de 4 equipos, que jugarán todos contra todos a dos ruedas, el primer grupo estará conformado por los ubicados 1°, 3°, 6° y 8°; mientras el segundo grupo estará conformado por los ubicados 2°, 4°, 5° y 7°.
El goleador de la primera fase fue Albert Verón del club 24 de Septiembre VP con 9 goles. 

### Tabla de posiciones
- Actualizado el 15 de septiembre de 2016.

| Pos | Equipo                    | PJ | G | E | P  | GF | GC | S   | Pts |
| --- | ------------------------- | -- | - | - | -- | -- | -- | --- | --- |
| 1º  | 24 de Septiembre VP       | 14 | 9 | 1 | 4  | 22 | 13 | 9   | 28  |
| 2º  | Pilcomayo                 | 14 | 7 | 6 | 1  | 19 | 9  | 10  | 27  |
| 3º  | Atlántida                 | 14 | 7 | 6 | 1  | 21 | 10 | 11  | 27  |
| 4º  | 12 de Octubre SD          | 14 | 7 | 3 | 4  | 24 | 14 | 10  | 24  |
| 5º  | 1° de Marzo               | 14 | 7 | 3 | 4  | 21 | 17 | 4   | 24  |
| 6º  | Pinozá                    | 14 | 6 | 4 | 4  | 13 | 11 | 2   | 22  |
| 7º  | Cristóbal Colón JAS(*)    | 14 | 5 | 2 | 7  | 26 | 17 | 9   | 20  |
| 8º  | Presidente Hayes(**)(***) | 14 | 5 | 2 | 7  | 17 | 17 | 0   | 19  |
| 9º  | Sport Colonial(***)       | 14 | 4 | 7 | 3  | 22 | 17 | 5   | 19  |
| 10º | Silvio Pettirossi(*)(**)  | 14 | 5 | 6 | 3  | 22 | 21 | 1   | 17  |
| 11° | Juventud                  | 14 | 4 | 3 | 7  | 18 | 23 | -5  | 15  |
| 12º | Humaitá                   | 14 | 4 | 2 | 8  | 15 | 26 | -11 | 14  |
| 13º | Valois Rivarola           | 14 | 4 | 2 | 8  | 13 | 26 | -13 | 14  |
| 14º | Tembetary                 | 14 | 4 | 1 | 9  | 21 | 40 | -19 | 13  |
| 15º | General Caballero CG      | 14 | 2 | 2 | 10 | 18 | 31 | -13 | 8   |

|  | Clasificados a segunda fase. |

### Resultados
| 1º de Marzo          | 1 - 1 | Sport Colonial      | 1° de Marzo             | 7 de mayo |
| Silvio Pettirossi    | 2 - 0 | Juventud            | Agustín Baez            | 8 de mayo |
| Pinozá               | 1 - 0 | Presidente Hayes    | Parque Fulgencio Yegros | 8 de mayo |
| Tembetary            | 1 - 2 | 24 de Setiembre VP  | Luciano Zacarías        | 8 de mayo |
| Valois Rivarola      | 0 - 3 | Cristóbal Colón JAS | Gregorio Sarubbi        | 8 de mayo |
| General Caballero CG | 2 - 4 | 12 de Octubre SD    | 26 de Febrero           | 8 de mayo |
| Atlántida            | 2 - 0 | Humaitá             | Flaviano Díaz           | 8 de mayo |
| Libre: Pilcomayo     |       |                     |                         |           |

| 12 de Octubre SD    | 0 - 1 | Atlántida            | Rafael Giménez             | 14 de mayo |
| Juventud            | 0 - 2 | Pinozá               | Juventud                   | 14 de mayo |
| Pilcomayo           | 1 - 1 | 1º de Marzo          | Agustín Baez               | 14 de mayo |
| 24 de Setiembre VP  | 2 - 0 | Valois Rivarola      | Próculo Cortázar           | 14 de mayo |
| Presidente Hayes    | 3 - 0 | Tembetary            | Coronel Félix Cabrera      | 14 de mayo |
| Sport Colonial      | 2 - 2 | Silvio Pettirossi    | Auxiliar del Arsenio Erico | 14 de mayo |
| Cristóbal Colón JAS | 1 - 1 | General Caballero CG | Herminio Ricardo           | 18 de mayo |
| Libre: Humaitá      |       |                      |                            |            |

| Humaitá              | 0 - 3 | 12 de Octubre SD    | Pioneros de Corumba Cué | 21 de mayo |
| Tembetary            | 1 - 1 | Juventud            | Rafael Giménez          | 21 de mayo |
| Atlántida            | 1 - 1 | Cristóbal Colón JAS | Flaviano Díaz           | 21 de mayo |
| Silvio Pettirossi    | 0 - 0 | Pilcomayo           | Flaviano Díaz           | 22 de mayo |
| Pinozá               | 1 - 1 | Sport Colonial      | Parque Fulgencio Yegros | 22 de mayo |
| General Caballero CG | 1 - 2 | 24 de Setiembre VP  | 26 de Febrero           | 22 de mayo |
| Valois Rivarola      | 3 - 1 | Presidente Hayes    | Gregorio Sarubbi        | 22 de mayo |
| Libre: 1º de Marzo   |       |                     |                         |            |

| 24 de Septiembre VP     | 0 - 1 | Atlántida            | Próculo Cortázar      | 29 de mayo |
| Cristóbal Colón JAS     | 3 - 0 | Humaitá              | Herminio Ricardo      | 29 de mayo |
| Sport Colonial          | 6 - 2 | Tembetary            | General Adrián Jara   | 29 de mayo |
| 1º de Marzo             | 3 - 1 | Silvio Pettirossi    | 1° de Marzo           | 29 de mayo |
| Presidente Hayes        | 3 - 1 | General Caballero CG | Coronel Félix Cabrera | 1 de junio |
| Juventud                | 3 - 1 | Valois Rivarola      | Juventud              | 1 de junio |
| Pilcomayo               | 0 - 0 | Pinozá               | Agustín Baez          | 1 de junio |
| Libre: 12 de Octubre SD |       |                      |                       |            |

| Tembetary                | 1 - 2 | Pilcomayo           | Herminio Ricardo        | 4 de junio |
| Pinozá                   | 0 - 1 | 1º de Marzo         | Juventud                | 4 de junio |
| Valois Rivarola          | 1 - 1 | Sport Colonial      | Gregorio Sarubbi        | 5 de junio |
| General Caballero CG     | 3 - 1 | Juventud            | 26 de Febrero           | 5 de junio |
| Atlántida                | 1 - 0 | Presidente Hayes    | Flaviano Díaz           | 5 de junio |
| Humaitá                  | 0 - 1 | 24 de Setiembre VP  | Pioneros de Corumba Cué | 5 de junio |
| 12 de Octubre SD         | 2 - 1 | Cristóbal Colón JAS | Rafael Giménez          | 5 de junio |
| Libre: Silvio Pettirossi |       |                     |                         |            |

| Presidente Hayes           | 1 - 2 | Humaitá              | Coronel Félix Cabrera | 11 de junio |
| Silvio Pettirossi          | 1 - 0 | Pinozá               | Flaviano Díaz         | 12 de junio |
| 24 de Septiembre VP        | 1 - 2 | 12 de Octubre SD     | Próculo Cortázar      | 12 de junio |
| Juventud                   | 2 - 0 | Atlántida            | Juventud              | 12 de junio |
| Sport Colonial             | 2 - 0 | General Caballero CG | Rafael Giménez        | 12 de junio |
| Pilcomayo                  | 3 - 0 | Valois Rivarola      | Agustín Baez          | 12 de junio |
| 1º de Marzo                | 2 - 3 | Tembetary            | 1° de Marzo           | 12 de junio |
| Libre: Cristóbal Colón JAS |       |                      |                       |             |

| Valois Rivarola      | 1 - 0 | 1º de Marzo        | Gregorio Sarubbi        | 18 de junio |
| Tembetary            | 2 - 1 | Silvio Pettirossi  | Agustín Baez            | 18 de junio |
| General Caballero CG | 0 - 3 | Pilcomayo          | 26 de Febrero           | 18 de junio |
| Atlántida            | 1 - 1 | Sport Colonial     | Flaviano Díaz           | 18 de junio |
| Humaitá              | 0 - 2 | Juventud           | Pioneros de Corumba Cué | 18 de junio |
| 12 de Octubre SD     | 1 - 1 | Presidente Hayes   | Rafael Giménez          | 18 de junio |
| Cristóbal Colón JAS  | 0 - 1 | 24 de Setiembre VP | Herminio Ricardo        | 19 de junio |
| Libre: Pinozá        |       |                    |                         |             |

| Presidente Hayes           | 2 - 1 | Cristóbal Colón JAS  | Coronel Félix Cabrera   | 2 de julio |
| Silvio Pettirossi          | 3 - 3 | Valois Rivarola      | 1° de Marzo             | 3 de julio |
| 1º de Marzo                | 1 - 0 | General Caballero CG | 1° de Marzo             | 3 de julio |
| Pilcomayo                  | 0 - 0 | Atlántida            | Agustín Baez            | 3 de julio |
| Juventud                   | 2 - 2 | 12 de Octubre SD     | Juventud                | 3 de julio |
| Pinozá                     | 2 - 1 | Tembetary            | Parque Fulgencio Yegros | 3 de julio |
| Sport Colonial             | 1 - 1 | Humaitá              | Flaviano Díaz           | 3 de julio |
| Libre: 24 de Septiembre VP |       |                      |                         |            |

| Atlántida            | 1 - 1 | 1º de Marzo       | Flaviano Díaz           | 9 de julio  |
| Valois Rivarola      | 1 - 0 | Pinozá            | Gregorio Sarubbi        | 9 de julio  |
| Humaitá              | 1 - 1 | Pilcomayo         | Pioneros de Corumba Cué | 10 de julio |
| 24 de Setiembre VP   | 2 - 0 | Presidente Hayes  | Próculo Cortázar        | 10 de julio |
| General Caballero CG | 2 - 3 | Silvio Pettirossi | 26 de Febrero           | 10 de julio |
| 12 de Octubre SD     | 0 - 3 | Sport Colonial    | Rafael Giménez          | 10 de julio |
| Cristóbal Colón JAS  | 4 - 0 | Juventud          | Herminio Ricardo        | 10 de julio |
| Libre: Tembetary     |       |                   |                         |             |

| Silvio Pettirossi       | 2 - 2 | Atlántida            | 1° de Marzo      | 16 de julio |
| Tembetary               | 3 - 0 | Valois Rivarola      | Herminio Ricardo | 16 de julio |
| Pilcomayo               | 1 - 0 | 12 de Octubre SD     | Agustín Baez     | 17 de julio |
| Pinozá                  | 1 - 1 | General Caballero CG | Flaviano Díaz    | 17 de julio |
| Juventud                | 3 - 0 | 24 de Septiembre VP  | Juventud         | 17 de julio |
| Sport Colonial          | 2 - 1 | Cristóbal Colón JAS  | Rafael Giménez   | 17 de julio |
| 1º de Marzo             | 3 - 1 | Humaitá              | 1° de Marzo      | 17 de julio |
| Libre: Presidente Hayes |       |                      |                  |             |

| Presidente Hayes       | 2 - 1 | Juventud          | Coronel Félix Cabrera   | 23 de julio |
| General Caballero CG   | 3 - 4 | Tembetary         | 26 de Febrero           | 24 de julio |
| Atlántida              | 1 - 1 | Pinozá            | Flaviano Díaz           | 24 de julio |
| Humaitá                | 4 - 2 | Silvio Pettirossi | Pioneros de Corumba Cué | 24 de julio |
| 12 de Octubre SD       | 2 - 1 | 1º de Marzo       | Rafael Giménez          | 24 de julio |
| Cristóbal Colón JAS    | 3 - 2 | Pilcomayo         | Herminio Ricardo        | 24 de julio |
| 24 de Setiembre VP     | 3 - 1 | Sport Colonial    | Próculo Cortázar        | 24 de julio |
| Libre: Valois Rivarola |       |                   |                         |             |

| Silvio Pettirossi | 0 - 0 | 12 de Octubre SD     | Bernabé Pedrozo         | 30 de julio |
| Tembetary         | 1 - 4 | Atlántida            | Herminio Ricardo        | 30 de julio |
| Pinozá            | 2 - 1 | Humaitá              | Parque Fulgencio Yegros | 31 de julio |
| Valois Rivarola   | 2 - 1 | General Caballero CG | Gregorio Sarubbi        | 31 de julio |
| Sport Colonial    | 0 - 2 | Presidente Hayes     | Rafael Giménez          | 31 de julio |
| Pilcomayo         | 1 - 1 | 24 de Septiembre VP  | Agustín Baez            | 31 de julio |
| 1º de Marzo       | 2 - 1 | Cristóbal Colón JAS  | 1° de Marzo             | 3 de agosto |
| Libre: Juventud   |       |                      |                         |             |

| Atlántida                   | 3 - 1 | Valois Rivarola   | Flaviano Díaz           | 7 de agosto |
| Humaitá                     | 3 - 2 | Tembetary         | Pioneros de Corumba Cué | 7 de agosto |
| 12 de Octubre SD            | 0 - 1 | Pinozá            | Rafael Giménez          | 7 de agosto |
| Cristóbal Colón JAS         | 2 - 3 | Silvio Pettirossi | Herminio Ricardo        | 7 de agosto |
| 24 de Setiembre VP          | 4 - 1 | 1º de Marzo       | Próculo Cortázar        | 7 de agosto |
| Presidente Hayes            | 0 - 1 | Pilcomayo         | Coronel Félix Cabrera   | 7 de agosto |
| Juventud                    | 1 - 1 | Sport Colonial    | Juventud                | 7 de agosto |
| Libre: General Caballero CG |       |                   |                         |             |

| Pilcomayo             | 3 - 2 | Juventud            | Agustín Baez     | 14 de agosto |
| 1º de Marzo           | 2 - 1 | Presidente Hayes    | 1° de Marzo      | 14 de agosto |
| Silvio Pettirossi     | 1 - 0 | 24 de Septiembre VP | Bernabé Pedrozo  | 14 de agosto |
| Pinozá                | 1 - 0 | Cristóbal Colón JAS | Rafael Giménez   | 14 de agosto |
| Tembetary             | 0 - 6 | 12 de Octubre SD    | Flaviano Díaz    | 14 de agosto |
| Valois Rivarola       | 0 - 1 | Humaitá             | Gregorio Sarubbi | 14 de agosto |
| General Caballero CG  | 0 - 3 | Atlántida           | 26 de Febrero    | 14 de agosto |
| Libre: Sport Colonial |       |                     |                  |              |

| Humaitá             | 1 - 3 | General Caballero CG | Pioneros de Corumba Cué | 19 de agosto |
| 12 de Octubre SD    | 2 - 0 | Valois Rivarola      | Rafael Giménez          | 21 de agosto |
| Cristóbal Colón JAS | 5 - 0 | Tembetary            | Herminio Ricardo        | 21 de agosto |
| 24 de Setiembre VP  | 3 - 1 | Pinozá               | Próculo Cortázar        | 21 de agosto |
| Presidente Hayes    | 1 - 1 | Silvio Pettirossi    | Coronel Félix Cabrera   | 21 de agosto |
| Juventud            | 0 - 2 | 1º de Marzo          | Juventud                | 21 de agosto |
| Sport Colonial      | 0 - 1 | Pilcomayo            | Bernabé Pedrozo         | 21 de agosto |
| Libre: Atlántida    |       |                      |                         |              |

### Desempates
| Desempate por 2º puesto | Desempate por 2º puesto | Desempate por 2º puesto | Desempate por 2º puesto | Desempate por 2º puesto |
| Local                   | Resultado               | Visitante               | Estadio                 | Fecha                   |
| ----------------------- | ----------------------- | ----------------------- | ----------------------- | ----------------------- |
| Atlántida               | 0 - 3                   | Pilcomayo               | 1° de Marzo             | 24 de agosto            |

| Desempate por 4º puesto | Desempate por 4º puesto | Desempate por 4º puesto | Desempate por 4º puesto | Desempate por 4º puesto | Desempate por 4º puesto |
| Local                   | Resultado               | Visitante               | Estadio                 | Fecha                   |                         |
| ----------------------- | ----------------------- | ----------------------- | ----------------------- | ----------------------- | ----------------------- |
| 12 de Octubre SD        | 3 - 0                   | 1º de Marzo             | Andrés Rodríguez        | 24 de agosto            |                         |

| Desempate por 8º puesto | Desempate por 8º puesto | Desempate por 8º puesto | Desempate por 8º puesto | Desempate por 8º puesto | Desempate por 8º puesto |
| Local                   | Resultado               | Visitante               | Estadio                 | Fecha                   |                         |
| ----------------------- | ----------------------- | ----------------------- | ----------------------- | ----------------------- | ----------------------- |
| Sport Colonial          | 1 - 1 4 - 5 (p)         | Presidente Hayes        | 26 de Febrero           | 3 de septiembre         |                         |

## Segunda fase
Para la segunda fase se formarán dos grupos de 4 equipos, que jugarán todos contra todos a dos ruedas, el primer grupo estará conformado por los ubicados 1°, 3°, 6° y 8°; mientras el segundo grupo estará conformado por los ubicados 2°, 4°, 5° y 7° de la primera fase.

### Grupo A
| Pos. | Equipos            | PJ | PG | PE | PP | GF | GC | S  | Bon. | Pts. |
| ---- | ------------------ | -- | -- | -- | -- | -- | -- | -- | ---- | ---- |
| 1.   | 24 de Setiembre VP | 6  | 3  | 3  | 0  | 12 | 5  | 7  | 1    | 13   |
| 2.   | Presidente Hayes   | 6  | 2  | 3  | 1  | 6  | 7  | -1 | 0    | 9    |
| 3.   | Atlántida          | 6  | 2  | 1  | 3  | 7  | 10 | -3 | 0,5  | 7,5  |
| 4.   | Pinozá             | 6  | 0  | 3  | 3  | 6  | 9  | -3 | 0    | 3    |

|  | Clasificados a la fase final. |

#### Resultados
| Pinozá    | 1 - 1 | Presidente Hayes    | Bosque de Pa'í Ñu | 2 de octubre |
| Atlántida | 1 - 1 | 24 de Septiembre VP | Flaviano Díaz     | 2 de octubre |

| 24 de Septiembre VP | 2 - 2 | Presidente Hayes | Próculo Cortázar  | 5 de octubre |
| Atlántida           | 2 - 1 | Pinozá           | Juan B. Ruíz Díaz | 5 de octubre |

| Presidente Hayes | 2 - 1 | Atlántida          | Coronel Félix Cabrera   | 8 de octubre |
| Pinozá           | 0 - 1 | 24 de Setiembre VP | Parque Fulgencio Yegros | 9 de octubre |

| Presidente Hayes   | 0 - 0 | Pinozá    | Coronel Félix Cabrera | 15 de octubre |
| 24 de Setiembre VP | 3 - 0 | Atlántida | Próculo Cortázar      | 16 de octubre |

| Presidente Hayes | 0 - 3 | 24 de Setiembre VP | Coronel Félix Cabrera | 19 de octubre |
| Pinozá           | 2 - 3 | Atlántida          | Bosque de Pa'í Ñu     | 19 de octubre |

| 24 de Septiembre VP | 2 - 2 | Pinozá           | Próculo Cortázar | 23 de octubre |
| Atlántida           | 0 - 1 | Presidente Hayes | Flaviano Díaz    | 23 de octubre |

### Grupo B
| Pos. | Equipos             | PJ | PG | PE | PP | GF | GC | S  | Bon. | Pts. |
| ---- | ------------------- | -- | -- | -- | -- | -- | -- | -- | ---- | ---- |
| 1.   | Cristóbal Colón JAS | 6  | 5  | 0  | 1  | 13 | 8  | 5  | 0    | 15   |
| 2.   | Pilcomayo           | 6  | 2  | 2  | 2  | 9  | 8  | 1  | 1    | 9    |
| 3.   | 12 de Octubre SD    | 6  | 1  | 2  | 3  | 10 | 13 | -3 | 0,5  | 5,5  |
| 4.   | 1° de Marzo         | 6  | 1  | 2  | 3  | 8  | 11 | -3 | 0    | 5    |

|  | Clasificados a la fase final. |

#### Resultados
| 1º de Marzo         | 1 - 1 | Pilcomayo        | 1° de Marzo    | 2 de octubre |
| Cristóbal Colón JAS | 3 - 2 | 12 de Octubre SD | Salvador Morga | 2 de octubre |

| Pilcomayo   | 1 - 2 | 12 de Octubre SD    | Agustín Baez | 5 de octubre |
| 1º de Marzo | 1 - 2 | Cristóbal Colón JAS | 1° de Marzo  | 5 de octubre |

| Cristóbal Colón JAS | 2 - 1 | Pilcomayo   | Herminio Ricardo | 9 de octubre |
| 12 de Octubre SD    | 1 - 1 | 1º de Marzo | Rafael Giménez   | 9 de octubre |

| Pilcomayo        | 3 - 2 | 1º de Marzo         | Agustín Baez   | 16 de octubre |
| 12 de Octubre SD | 2 - 4 | Cristóbal Colón JAS | Rafael Giménez | 16 de octubre |

| 12 de Octubre SD    | 1 - 1 | Pilcomayo   | Rafael Giménez   | 19 de octubre |
| Cristóbal Colón JAS | 2 - 0 | 1º de Marzo | Herminio Ricardo | 19 de octubre |

| Pilcomayo   | 2 - 0 | Cristóbal Colón JAS | Agustín Baez | 23 de octubre |
| 1º de Marzo | 3 - 2 | 12 de Octubre SD    | 1° de Marzo  | 23 de octubre |

## Fase final
A esta instancia final acceden los dos mejores clubes de cada grupo de la fase anterior. Se jugará todos contra todos en dos ruedas, el de mayor puntaje se coronará campeón y ascenderán los que ocupen los tres primeros puestos. 
| Pos. | Equipos             | PJ | PG | PE | PP | GF | GC | S  | Pts. |
| ---- | ------------------- | -- | -- | -- | -- | -- | -- | -- | ---- |
| 1.   | Pilcomayo           | 6  | 3  | 2  | 1  | 14 | 12 | 2  | 11   |
| 2.   | Cristóbal Colón JAS | 6  | 3  | 1  | 2  | 14 | 8  | 6  | 10   |
| 3.   | 24 de Setiembre VP  | 6  | 2  | 1  | 3  | 8  | 10 | -2 | 7    |
| 4.   | Presidente Hayes    | 6  | 1  | 2  | 3  | 4  | 10 | -6 | 5    |

|  | Ascendidos a Tercera División. |

### Resultados
| 24 de Septiembre VP | 1 - 3 | Cristóbal Colón JAS | Próculo Cortázar      | 29 de octubre |
| Presidente Hayes    | 2 - 1 | Pilcomayo           | Coronel Félix Cabrera | 29 de octubre |

| Cristóbal Colón JAS | 2 - 3 | Pilcomayo        | Herminio Ricardo | 5 de noviembre |
| 24 de Setiembre VP  | 1 - 0 | Presidente Hayes | Próculo Cortázar | 6 de noviembre |

| Presidente Hayes | 1 - 2 | Cristóbal Colón JAS | Coronel Félix Cabrera | 12 de noviembre |
| Pilcomayo        | 4 - 3 | 24 de Septiembre VP | Agustín Baez          | 13 de noviembre |

| Pilcomayo           | 1 - 1 | Presidente Hayes   | Agustín Baez     | 19 de noviembre |
| Cristóbal Colón JAS | 0 - 1 | 24 de Setiembre VP | Herminio Ricardo | 20 de noviembre |

| Presidente Hayes | 0 - 0 | 24 de Septiembre VP | Coronel Félix Cabrera | 26 de noviembre |
| Pilcomayo        | 2 - 2 | Cristóbal Colón     | Agustín Baez          | 30 de noviembre |

| Cristóbal Colón JAS | 5 - 0 | Presidente Hayes | Herminio Ricardo | 4 de diciembre |
| 24 de Septiembre VP | 2 - 3 | Pilcomayo        | Próculo Cortázar | 4 de diciembre |

## Campeón
|                     |
| Pilcomayo 2º título |

## Puntaje promedio
El promedio de puntos de un club es el cociente que se obtiene de la división de su puntaje acumulado en las últimas tres temporadas en la división, por la cantidad de partidos que haya jugado durante dicho período. Este determina, al final de cada temporada, al equipo que será desprogramado por una temporada, inicialmente este castigo se aplicaría al último de esta tabla el club General Caballero CG, pero luego se determinó que no se aplicará esta penalización en este campeonato.
- Actualizado el 15 de septiembre de 2016.

| Pos | Club                 | Prom  | PTS | PJ | 2014 | 2015 | 2016 |
| --- | -------------------- | ----- | --- | -- | ---- | ---- | ---- |
| 1º  | 24 de Septiembre VP  | 2,000 | 28  | 14 | -    | -    | 28   |
| 2º  | Atlántida            | 1,964 | 55  | 28 | -    | 28   | 27   |
| 3º  | Cristóbal Colón JAS  | 1,809 | 76  | 42 | 30   | 26   | 20   |
| 4º  | Presidente Hayes     | 1,750 | 49  | 28 | -    | 30   | 19   |
| 5º  | 1° de Marzo          | 1,714 | 24  | 14 | -    | -    | 24   |
| 6º  | 12 de Octubre SD     | 1,690 | 71  | 42 | 14   | 33   | 24   |
| 7º  | Pilcomayo            | 1,500 | 63  | 42 | 21   | 15   | 27   |
| 8º  | Valois Rivarola      | 1,285 | 54  | 42 | 17   | 23   | 14   |
| 9º  | Juventud             | 1,214 | 51  | 42 | 10   | 26   | 15   |
| 10º | Pinozá               | 1,166 | 49  | 42 | 16   | 11   | 22   |
| 11º | Silvio Pettirossi    | 1,071 | 45  | 42 | 18   | 10   | 17   |
| 12º | Humaitá              | 1,071 | 45  | 42 | 18   | 13   | 14   |
| 13º | Tembetary            | 1,000 | 42  | 42 | 22   | 7    | 13   |
| 14º | Sport Colonial       | 0,880 | 37  | 42 | 13   | 5    | 19   |
| 15º | General Caballero CG | 0,571 | 8   | 14 | -    | -    | 8    |

 Pos=Posición; Prom=Promedio; PT=Puntaje total; PJ=Partidos jugados